# 오아나 그레고리
오아나 그레고리(Oana Gregory, 1996년 1월 9일 ~ )는 루마니아의 배우이다.